# Ana Ramírez
Ana Ramírez (6 de dezembro de 1991) é uma jogadora de rugby sevens colombiana.

## Carreira
Ana Ramírez integrou o elenco da Seleção Colombiana Feminina de Rugbi de Sevens, na Rio 2016, que foi 12º colocada.